# Zeszyty filozoficzne
Zeszyty filozoficzne (ros. Философские тетради) – pośmiertnie wydany zbiór notatek Włodzimierza Lenina, datowany na lata 1914–1916 i zawierający konspekty dzieł filozoficznych Arystotelesa, Hegla, Karola Marksa i in. Własne refleksje Lenina napisane są w zeszytach niekiedy oddzielnie, a niekiedy włączone są w tekst konspektów. Po raz pierwszy te rękopisy Lenina zostały opublikowane w Związku Radzieckim w latach 1929–1930 i miały wartość jako podstawa badań filozoficznych, opartych na zasadach materializmu i dialektyki. "Zeszyty filozoficzne" są kontynuacją i rozwinięciem podstawowych tez zawartych w książce "Materializm a empiriokrytycyzm". O ile jednak w tej ostatniej pracy Lenin kładzie nacisk na fundamentalne problemy materializmu dialektycznego, to w „Zeszytach filozoficznych” daje on znakomite wzory opracowania praw i kategorii dialektyki materialistycznej.